# Państwo wyznaniowe
Państwo wyznaniowe – państwo, w którym zasady religii przekłada się na struktury państwowe. Dochodzi wówczas do fuzji struktur państwa ze strukturami danego wyznania. Pojęcie państwa wyznaniowego jest pojęciem potocznym. Przeciwieństwem państwa wyznaniowego jest państwo świeckie.
O państwach wyznaniowych mówi się zwykle w kontekście krajów muzułmańskich bądź luterańskiej Skandynawii, gdzie istnieją wyznania państwowe. W Szwecji do roku 2000 każdy obywatel był automatycznie rejestrowany jako wyznawca religii państwowej w chwili urodzin, a potem ewentualnie mógł się jej wyrzec.
Elementy państwa wyznaniowego często występują w wielu spośród krajów, w których dominująca jest jedna religia. Jednak z braku zapisu konstytucyjnego nie są to państwa wyznaniowe de nomine, a jedynie de facto.

## Elementy państwa wyznaniowego
- dostosowanie praw stanowionych przez władze państwowe do interesów instytucji wyznaniowej (m.in. poprzez podejmowanie decyzji państwowych zgodnych z doktrynami religii państwowej)
- materialne uprzywilejowanie hierarchów religijnych jednej, państwowej religii w porównaniu z innymi grupami społecznymi
- represyjna polityka wobec religii innych niż religia państwowa i ich wyznawców

## Podział
Wszystkie kontakty państwo – religia można ująć w dwa systemy:
a) system powiązania:
- państwo wyznaniowe tradycyjne (konfesyjne): organy państwowe w konstytucji lub konkordacie stwierdzają, że dana religia jest religią państwową (kryterium doktrynalne) lub narodu (kryterium socjologiczne). Inne kulty są zabronione lub dozwolone jest prywatne kultywowanie.

- system powiązania po II soborze watykańskim: obok religii państwowej pojawia się tolerancja, wolność religijna do innych wyznań. Zagwarantowana jest w konstytucji lub umowie między organami państwa a hierarchami struktur kościoła (wyznania).

Wśród państw wyznaniowych wyróżnić możemy:
- chrześcijańskie:
  - katolickie - Maltę, Monako, Liechtenstein, Watykan.
  - prawosławne - Grecja (Konstytucja – 9 VI 1975) – nierozdzielność Kościoła i państwa. Art. 3 mówi, że prawosławie jest religią narodową, zaś art. 13, że inne wyznania są dozwolone tylko w wymiarze indywidualnym. Cypr (1980) – religią państwową są Prawosławny Kościół Grecki i muzułmańskie wspólnoty.
  - protestanckie - Dania, Finlandia, Islandia – Kościół państwowy – Ewangelicki Kościół Luterański. Norwegia (1814) – luterański Kościół Norwegii. Obowiązkiem Norwega jest wychowanie dziecka w wierze tego Kościoła. Tylko osoba wyznająca tę religię może być królem. Wielka Brytania – Kościół Anglii i Kościół Szkocji. Król mianuje biskupów Kościoła Anglii na wniosek premiera. Synod Generalny Kościoła Anglii przedkłada parlamentowi kościelny akt prawny (tzw. measure), który po zaaprobowaniu przez izby parlamentarne i monarchę uzyskuje moc ustawy państwowej[2]
- w świecie islamu sunnickie państwa wyznaniowe są Arabii Saudyjskiej i Mauretanii, a szyickie w Iranie. Próba wprowadzenia państwa islamskiego miała miejsce w Algierii na początku lat 90., a obecnie w Somalii. Skrajny charakter ma oparty na ekstremalnej interpretacji szariatu rząd Talibów w Afganistanie, sprawujący władzę w latach 1996-2001 oraz od 2021. Prawodawstwo (zwłaszcza rodzinne) w większości krajów muzułmańskich zawiera elementy szariatu; państwami w pełni świeckimi są jedynie Turcja i kraje postkomunistyczne, takie jak Albania czy Kazachstan.
- żydowskie: Izrael
- buddyjskie: Bhutan, Mjanma

b) system rozdziału: nie istnieje jeden model tego systemu. Wiele czynników kształtuje państwo.
- amerykański – separacja czysta. Konstytucja USA (grupująca małe państewka wyznaniowe) zabroniła uzależniania pełnienia urzędów od religii kandydata. Pierwsza poprawka do Konstytucji zakazała nadawania jakiejś religii charakteru oficjalnego. Kościół ma status wyższej użyteczności publicznej.

- francuski – separacja wroga. Został wprowadzony w czasie rewolucji francuskiej (1789–95). Uchylony przez konkordat Napoleona (1801), został ponownie przywrócony w 1905. Charakter oficjalny mają jednak we Francji katolicyzm, luteranizm i judaizm tylko na terenach Górnego Renu, Dolnego Renu (Francuski Departament Wschodni). Tutaj Kościoły nie są uznawane za Kościoły.

System radziecki (ZSRR) był wzorowany na ustawach francuskich. Wprowadzono go w ZSRR w 1918. Oddzielono państwo i szkolnictwo od Kościoła. Całościowo problem został uregulowany w konstytucji z 1936 r.
W Algierii po przejęciu władzy przez Islamski Front Ocalenia (FIS) wprowadzono religię państwową (islam, jednocześnie ustanawiając zakaz przebywania na terenie kraju obcokrajowcom i uznając, że wszystkie osoby konsekrowane Kościoła katolickiego są obywatelami Watykanu).
- niemiecki – separacja skoordynowana. Ma swoje korzenie w konstytucji weimarskiej (1919). Artykuł 136 i 137 wspominają, że uznaje się osobowość prawną Kościołów, które posiadają swoje zakorzenienie w kulturze narodu.

Art. 136 Prawa i obowiązki obywatela i człowieka nie mogą być uwarunkowane lub ograniczone przez korzystanie z wolności religijnej. Nikt nie może być zobowiązany do ujawnienia swojego religijnego przekonania. Urzędy mają prawo do pytania na ten temat jedynie wtedy, o ile zależą od tego prawa i obowiązki lub domagają się tego ustawowo zarządzone badania statystyczne. Nikt nie może być zmuszony do brania udziału w kościelnych obrządkach albo świętach lub do brania udziału w obrządkach religijnych lub do użycia religijnej formy przysięgi. Art. 137 Nie istnieje kościół państwowy. Zapewnia się wolność zrzeszania w stowarzyszeniach religijnych. Związki stowarzyszeń religijnych nie podlegają ograniczeniom na terenie Rzeszy. Każde stowarzyszenie religijne porządkuje i prowadzi swoje sprawy samodzielnie w ramach granic obowiązującego prawa. Stowarzyszenie religijne decyduje o rozdaniu swoich urzędów bez współdziałania państwa lub gminy cywilnej.
Konstytucja RFN przejęła postanowienia konstytucji weimarskiej (niezależność, autonomia, ale także współdziałanie). Poza Niemcami możemy wyróżnić: Austrię i Słowację.